# Paternae providaeque
Paternae providaeque, en español Paterna y providente, es la septuagésima cuarta encíclica del papa León XIII, publicada el  18 de septiembre de 1899, y dirigida al episcopado del Brasil, en la que le da  varias orientaciones para su labor pastoral, refiriéndose especialmente a la formación de los sacerdotes, a la atención a la prensa católica, a la participación en la política y en la necesidad de alentar la generosidad de los fieles para atender las necesidades de la iglesia en Brasil.

## Contexto histórico
León XIII había prestado especial atención al desarrollo de la Iglesia en Brasil,.mediante la bula Ad universas, del 27 de abril de 1892. había erigido nuevas diócesis y había reorganizado las circunscripciones eclesiásticas del país, de modo que  Brasil quedaba distribuido entre dos archidiócesis: la de Bahía con siete diócesis sufragáneas, y la Río de Janeiro, con ocho. Dos años después,  el 2 de julio de 1894, con Litteras a vobis, a la que se refiere en esta nueva encíclica, había transmitido al episcopado brasileño algunas orientaciones para mejorar la fe y piedad de los fieles.
Como continuación y ampliación de aquellos consejos, el papa les expone ahora -han pasado más de cinco años de aquella encíclica- algunos de los objetivos pastorales que deben cuidar especialmente; se trata, en su conjunto, de fortalecer la labor del clero, y la formación de todos los fieles, de modo que influyan cristianamente en las sociedad.

## Contenido
Paternae providaeque Nostrae in gentem vestram sollicitudinis magnopere laetamur haud mediocrem fructum, vestra potissimum industria, Venerabiles Fratres, fuisse perceptum. Apostolicis enim Litteris inhaerentes, quas dedimus die II mensis Iulii anno MDCCCXCIV, studio ac labore vestro effecistis ut et excitaretur in populo pietas, et in sacri, ordinis viris vetus disciplina revivisceret
Nos alegra mucho que nuestra preocupación paternal y providente por vuestra nación, con vuestro esfuerzo, Venerables Hermanos, haya dado no pocos frutos. Pues, adhiriéndoos a la Carta Apostólica que enviamos el 2 de julio de 1894, habéis logrado con vuestra diligencia y trabajo que la piedad se despierte en el pueblo y que se haya reavivado en el clero la antigua disciplina
Íncipit de Paternae providaeque

Alaba también el papa el modo que en han preservado los derechos de las comunidades religiosas, favorecidas también por sus hermanos europeos, lo que ha permitido atender escuelas y misiones para las que el clero brasileño no era suficiente. Pasa enseguida la encíclica a tratar el tema que aparece como su objetivo principal: los seminarios.

### Cuidado de los seminarios
Es cierto que los seminarios han aumentado su número y han mejorado; además, el celo de la jerarquía y la piedad del pueblo, hacen esperar un mayor crecimiento.

Sin embargo, hay algunos asuntos que son tan importantes para el progreso de la religión católica que no basta mencionarlos una sola vez; Exigen ser recordados y recomendados con frecuencia. Tal es la preocupación por establecer seminarios, a cuya condición está íntimamente unida la suerte futura de la Iglesia. Por tanto, al establecer su disciplina, debéis tener como máxima prioridad lo que algunos obispos ya han realizado: que los aspirantes al sacerdocio vivan en casas especiales llamadas "seminarios", con sus propias normas y leyes.
Paternae providaeque

En este sentido la encíclica desaconseja lo que denomina seminarios mixtos, es decir escuelas en que convivan aspirantes al sacerdocio con otros jóvenes, pues la experiencia muestra que esa convivencia ocasiona que algunos candidatos abandonen su vocación. Es preferible que para los jóvenes que no aspiran al sacerdocio se disponga de otros centros de formación, que podrían denominarse colegios episcopales. Recomienda así la experiencia de los seminarios mayores de Europa, en los que los futuros clérigos son educados según las reglas marcadas por San Carlos Borromeo.

### Prensa católica
El papa manifiesta su deseo de que se pongan los medios para la edición y distribución de periódicos católicos; ya que actualmente el pueblo forma sus opiniones y criterios de la lectura de la prensa, la difusión y la calidad de los periódicos católicos es un modo de evitar el influjo negativo los errores que puede transmitirse por otra prensa. Además, esta posible consecuencia de esa prensa religiosa es el acceso de los católicos a cargos públicos y las asambleas legislativas; de este modo la influencia y la autoridad servirá a la buena causa. Incluso puede ser apropiado la presencia de clérigos en las asambleas legislativas. En todo caso, señala el papa, es necesario que esta actividad no sea, ni parezca, movida por la ambición o el partidismo, sino por el amor a la Iglesia, y con sujeción a la suprema autoridad.

### Necesidad de recursos económicos
Termina la encíclica considerando la necesidad de recursos económicos para sacar adelante los objetivos pastorales propuestos; y señala el papa{cita

¡Que vuestros recursos no sean menores que vuestra buena voluntad y que la realización de vuestros excelentes planes no se vea obstaculizada por la falta de dinero! Al contrario de lo que ocurría en el pasado, el tesoro público ya no os proporciona dinero, ni para los canónigos, ni para los seminarios, ni para los sacerdotes, ni para la construcción de iglesias. Eso os deja sólo un recurso: la caridad del pueblo
Paternae providaeque

Es necesario, pues apoyarse en la piedad y la fe de los brasileños, que no dejarán solos a los Obispos. Sigue la encíclica mostrando el ejemplo de los católicos de Estados Unidos, y la esplendidez con que los antepasados brasileños construyeron iglesias, fundaron monasterios. A partir de este punto la encíclica hace algunas sugerencias para estimular esa generosidad: establecer en cada diócesis un fondo al que los fieles puedan contribuir; encomendar, a hombres y mujeres entra las familias más nobles, recoger las ofrendas anuales de los fieles; también podrán ayudar a ese fondo diocesanos los monasterios  y asociaciones piadosas que tengan excedentes, evitando gastos innecesarios. También los fieles más ricos podrán prever en sus testamentos legados para las diócesis.
Los sacerdotes y el pueblo deben tener presentes la generosidad de los primeros cristianos que "eran unánimes en corazón y en una misma mente" y  "vendieron sus bienes, trajeron el precio y los pusieron a los pies de los apóstoles".Concluye el papa, antes de impartir la bendición apostólica recordando la petición de San Pablo a los tesalonicenses:

Os rogamos, hermanos, que reconozcáis a los que trabajan entre vosotros, y os presiden en el Señor, y os amonestan; y que los tengáis en mucha estima y amor por causa de su obra. Tened paz entre vosotros.
1 Tes 5, 12-13.